# Malotenguínskaia
Malotenguínskaia - Малотенгинская (rus) - és una stanitsa del krai de Krasnodar, a Rússia. Es troba a la zona dels vessants septentrionals del Caucas Nord, a la vora del riu Mali Teguín (afluent de l'Urup). És a 12 km al sud d'Otràdnaia i a 219 km al sud-est de Krasnodar.
Pertanyen a aquesta stanitsa els khútors de Lénina, Sankov, Udobno-Pokrovski i Khloponin.